# Марклен Мосијенко
Марклен Мосијенко (Одеса, 1928 —  Београд, 2016) српски је сликар украјинског порекла.

## Биографија
Долази у Београд као добровољац II југословенске бригаде, где остаје и након завршетка Другог светског рата.
У Београду 1953. године завршава Ликовну академију и мајсторску радионицу у класи Ђорђа Андрејевића Куна. Члан је Удружење ликовних уметника Србије (УЛУС) од 1957. године.
Слике му се налазе у збирци Народног музеја у Београду, Савременој галерији у Лазаревцу, у резиденцијама амбасада и многобројним приватним колекцијама у Србији и иностранству.
Најчешћи мотиви Маркленових слика сликаних у стилу поетског реализма су градски пејзажи, мртве природе и цвеће, ређе портрети и актови.
Његова супруга је била ликовна уметница Мајда Курник (1920—1967).
Живео је и стварао у Београду, у атељеу на Косанчићевом венцу. Преминуо је 2016. године у Београду.